# National Defense Authorization Act
Der National Defense Authorization Act (NDAA; deutsch Genehmigungsgesetz zur nationalen Verteidigung) ist ein US-Bundesgesetz, das den Haushalt des US Department of Defense (DoD) bestimmt. Der Beschluss des Etats bekommt mit dieser Norm jährlich Gesetzescharakter und ist die Voraussetzung für das Budget der US-Streitkräfte.
Die jährlichen Ausführungen des Gesetzes werden stetig umfangreicher. Das im Juni 1961 verabschiedete Gesetz „To authorize appropriations for aircraft, missiles, and naval vessels for the Armed Forces, and for other purposes.“ umfasste weniger als eine ganze Seite, und das Gesetz vom November 1979 war knapp 18 Seiten lang.
Wie bei vielen amerikanischen Gesetzen üblich werden auch mit dem NDAA oft andere Inhalte verknüpft, die über den eigentlichen Zweck der alljährlichen Budgetierung hinausgehen. Mit dem 565-seitigen National Defense Authorization Act 2012 wurden die Befugnisse des Militärs ausgeweitet; es können terrorverdächtige amerikanische Bürger und Ausländer nach Militärrecht und auf Verdacht zeitlich unbegrenzt inhaftiert werden. Auch dürfen im Bedarfsfall gleichzeitig sowohl das Straf- als auch das Zivilrecht außer Kraft gesetzt werden. Das über 1100 Seiten lange NDAA-Gesetz für das Fiskaljahr 2020 enthält z. B. Sanktionen gegen die Verlegung der Erdgaspipeline Nord Stream 2 (Sektion 7503) und forderte den Geheimdienstkoordinator auf, die Verantwortlichen für den Mord an Jamal Khashoggi preiszugeben. Ebenfalls wurde mit dem NDAA 2020 die United States Space Force geschaffen. 
Das Kyl-Bingaman Amendment wurde 1997 im Rahmen des NDAA erlassen.